# Jose il Galileo

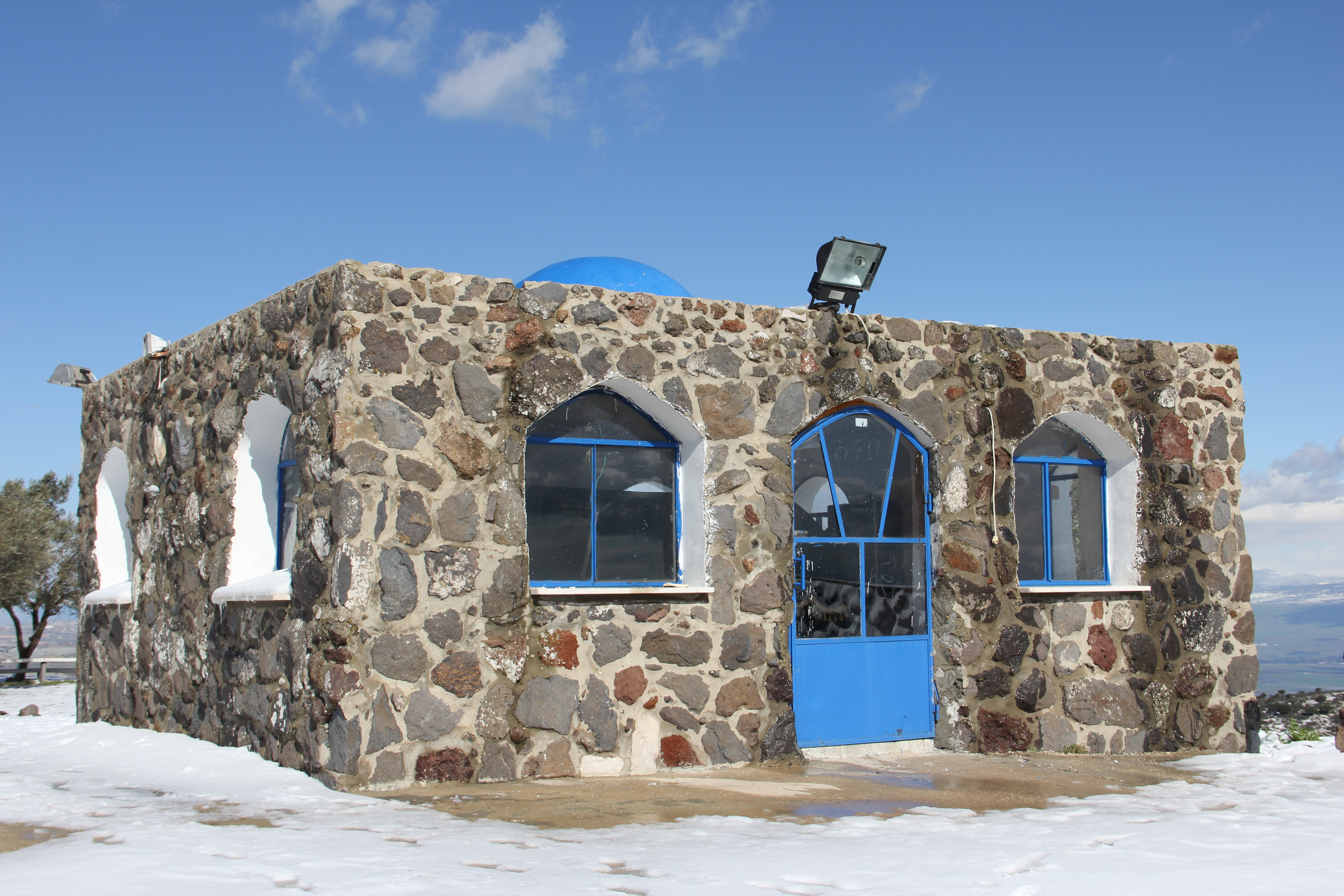
Tomba di Jose il Galileo

Jose il Galileo (ebraico: יוסי הגלילי, Yose HaGelili) (Galilea, I secolo – II secolo) saggio rabbino ebreo Tanna vissuto tra I e II secolo e.v. Uno le cui opere furono incluse nella Mishnah.

## Storia
Jose era un coetaneo e collega di Akiba, di Tarfon e di Eleazar ben Azariah. Non si conosce il nome del padre né la biografia della sua giovinezza, sebbene il suo cognome ("ha-Gelili") indichi che fosse originario della Galilea. Soffrì quindi di quei pregiudizi comunemente mantenuti dai giudei contro i galilei; una volta una donna che discuteva animatamente con lui, cominciò a chiamarlo "galileo stupido". Quando entrò all'accademia di Yavne, era del tutto sconosciuto. Si dice anche che fosse estremamente modesto e chiamasse Tarfon "mio maestro". Fu tuttavia un profondo studioso sin da allora, e le sue argomentazioni meravigliavano sia Tarfon che Akiva. Quando arrivò per la prima volta a Yavne, ottenne apprezzamento generale, e i due rabbini lo considerarono non uno studente, ma un collega. Akiva ebbe a sopportare più di un rimbrotto da parte di Jose, che una volta gli disse: "Anche se ti dovessi esporre tutto il giorno, io non ti ascolterò". Tarfon espresse grande stima di Jose, interpretando un passo del Libro di Daniele 7:4-7 come se si riferisse a lui: "Vidi l'ariete, cioè Akiva, e nessuna bestia poteva confrontarlo; e vidi arrivare il capro, cioè Jose il Galileo, che lo stese al suolo." Infatti, Jose fu l'unico che ebbe successo nell'opporre Akiba nei dibattiti, e spesso quest'ultimo tralasciava frequentemente le proprie interpretazioni per seguire quelle di Jose. Spesso Jose prediligeva riferirsi alla Halakhah più antica, spiegandone il testo secondo il suo significato letterale.
Generalmente comunque le sue esegesi halakhiche differivano poco da quelle di Rabbi Akiva ed entrambi spesso usavano le stesse regole interpretative Insegnava che il pollame poteva esser cotto nel latte e mangiato, come si usava nella sua città natia; inoltre spiegava anche che, durante la Pesach si poteva godere di qualunque cosa lievitata, ma non consumarla. Delle sue opinioni aggadiche, se ne possono citare due: il comando della Torah che il "volto dell'anziano" deve essere onorato sottintende anche il giovane che ha acquisito saggezza Le parole "Egli dominerà su di te" non si riferisce al potere di qualsiasi genere, senza distinzione.
La vita coniugale di Jose fu infelice. Sua moglie era maliziosa e rissosa, e spesso lo insultava davanti ai suoi allievi e amici; su consiglio di questi ultimi se ne divorziò. Quando lei si risposò e si trovòa in ristrettezze economiche, fu abbastanza magnanimo da mantenere lei e suo marito. Jose ebbe un figlio, Eliezer, che seguì le orme del padre e diventò una grande autorità rabbinica.
Jose fu famoso, inoltre, per la sua pietà. Un Amora del III secolo scrisse: "Quando, per i loro peccati, c'è siccità in Israele, e uno come Jose il Galileo prega affinché venga la pioggia, la pioggia viene subito". L'invocazione popolare "O Jose ha-Gelili, guariscimi!" sopravvisse fino al X secolo. Questa invocazione è condannata dal filosofo caraita Sahal ben Matzliah.